# Olaudah Equiano
Olaudah Equiano   (Àfrica Occidental, c. 1745 - Ciutat de Westminster, 31 de març de 1797) fou un escriptor africà nascut a Nigèria el segle xviii que va viure a Anglaterra i en les seues colònies americanes.
Com a llibert a Londres, Equiano va donar suport al moviment abolicionista britànic, i a la dècada de 1780 es va convertir en una de les seves figures principals. Equiano formava part del grup abolicionista Fills d'Àfrica, els membres del qual eren africans que vivien a Gran Bretanya. La seva autobiografia de 1789, The Interesting Narrative of the Life of Olaudah Equiano, es va vendre tan bé que es van publicar nou edicions durant la seva vida i va ajudar a aconseguir l'aprovació de la Llei britànica del comerç d'esclaus de 1807, que va abolir el comerç d'esclaus. La narrativa interessant va guanyar popularitat entre els estudiosos a finals del segle XX i continua sent una font primària útil.

## Biografia
Segons les seves memòries de 1789, Equiano va néixer al voltant de 1745 al poble igbo d'Essaka, al que ara és el sud de Nigèria. Va afirmar que casa seva formava part del Regne de Benín. Als onze anys, fou pres com a esclau, portat a Amèrica del Nord i venut primer al capità de la marina Reial, que li posà el nom de Gustavus Vassa (en insult al rei suec).
Després, fou comprat per Robert King, un desertor membre de la Societat Religiosa dels Amics, i mercant a Filadèlfia. King li ensenyà a llegir i a escriure, i l'educà en la fe cristiana. Equiano comprà la seua llibertat per les seues atentes activitats comercials i poder d'estalvi, i es convertí en mariner: això li va permetre viatjar àmpliament al voltant del món. A Londres, s'uní al moviment abolicionista, que l'animà a escriure i publicar al 1789 Narració de la vida d'Olaudah Equiano, l'africà, escrita per ell mateix. Autobiografia d'un esclau llibert del segle XVIII, un llibre que no sols aprofundia en la causa abolicionista, sinó que el feu famós. És un dels exemples més primerencs de narració escrita occidental per un autor africà. La seua primera experiència de l'esclavitud (des de la perspectiva d'un esclau) i de la seua vida com a immigrant a Gran Bretanya són excepcionals.
Uns pocs acadèmics com Vincent Carretta, autor d'Equiano, l'africà: biografia d'un home fet a si mateix (2005), aporten la idea que l'escriptor hauria nascut a Carolina del Sud i suggereixen que el seu relat del Passatge Mitjà es basa en experiències que ja havien estat publicades abans.
En la seua autobiografia Olaudah empra estratègies com la perspectiva de l'ull innocent (innocent eye perspective) i elements picarescs amb reminiscències en la literatura espanyola del s. XVI. La religió i la persuasió amb paral·lelismes amb passatges bíblics, demostren el seu coneixement de la Bíblia i la seua estratègia a assimilar els seus drets als expressats pel cristianisme.
Al Regne Unit, Selina Hastings, comtessa de Huntingdon (que també havia ajudat a altres africans amb les seues publicacions, com era el cas de Phillis Wheatley), promocionà els seus escrits. Cap als darrers anys de la seua vida, Equiano marxà a Soham, Cambridgeshire. El 7 d'abril de 1792, es casà amb Susannah Cullen. La parella s'establí a l'àrea i va tenir dues filles, Anna Maria el 1793 i Joanna el 1795.
Equiano sostenia que el matrimoni entre blancs i negres podia servir per a disminuir la segregació ètnica cap als africans i unificar els éssers humans. Susannah va morir al febrer de 1796 i el seu marit, Olaudah, ho va fer a l'any següent, el 31 de març de 1797. Poc després, la filla major morí als quatre anys, deixant Joanna com a única hereva de la fortuna del seu pare. Joanna es casaria amb el reverend Henry Bromley i dirigirien una capella congregacional a Clavering, propera a Saffron Walden, a Essex, abans d'assentar-se a Londres a mitjan s. XIX.
Equiano va ser enterrat al Tabernacle de Whitefield el 6 d'abril. L'entrada al registre diu "Gustus Vasa, 52 anys, St Mary Le bone ". Tot i que la mort d'Equiano s'enregistrà a la capital britànica, la localització de la tomba és desconeguda. El petit cementiri es trobava a banda i banda de la capella i ara són els jardins de Whitfield.